# Dorothée Pullinger
Dorothée Pullinger, née le 13 janvier 1894 à Saint-Aubin-sur-Scie (Seine-Inférieure) et décédée le 28 janvier 1986 à Guernesey, est une ingénieure et femme d'affaires du monde de l'automobile.
Elle développe la toute première voiture conçue spécifiquement pour les femmes dès le début des années 1920, tout en encourageant la féminisation de la profession d'ingénieur et des métiers de l'industrie en général. 

## Biographie

### Une femme ingénieure
Dorothée Aurélie Marianne Pullinger est l'aînée des 12 enfants de l'ingénieur et designer automobile Thomas Charles Pullinger (1867-1945) et d'Aurélie Berenice Sitwell (1871-1956). Sa famille déménage au Royaume-Uni lorsqu'elle a huit ans. En 1910, elle commence à travailler comme dessinatrice à l'usine Arrol-Johnston de Paisley où son père est directeur général. Ce dernier, catholique et conservateur, a précédemment tenté de la dissuader de suivre cette voie, en lui conseillant par exemple d'apprendre la sténographie puis de se marier.
Pullinger travaille pour Arrol-Johnston jusqu'au début de la Première Guerre mondiale, lorsque le constructeur passe à la production d'avions. Elle participe à la conception du moteur de l'avion Beardmore-Halford-Pullinger avant d'être nommée superviseuse de la grande usine de munitions exploitée par Vickers à Barrow-in-Furness, laquelle employait des femmes à la fabrication d'obus explosifs. Sa maîtrise de l'anglais et du français lui permet de gérer un effectif d'environ 7 000 ouvrières, dont certaines réfugiées belges et françaises. Elle en est récompensée en 1920 de l'Ordre de l'Empire britannique. 

### Féminiser les mondes de l'ingénierie et de l'automobile
En 1916, son père participe à l'ouverture d'une nouvelle usine de munitions Arrol-Johnston et, convaincue par sa fille, y ouvre une école d'ingénieurs réservée aux femmes leur permettant de maîtriser la fabrication de munitions et de composants mécaniques pour moteurs d'avions. Ce programme d'apprentissage délivre un diplôme en trois ans, contre cinq habituellement, ce qui n'est pas sans créer des protestations dans la profession. Pour elle, les femmes sont « beaucoup plus rapides et fiables que les hommes ». Quant à son père, il déclare que les femmes « sont des mécaniciens nés, qui font travailler leur cerveau aussi bien que leurs mains, et elles apprennent avec une rapidité étonnante. Je suis convaincue qu'il y a un immense avenir dans l'ingénierie pour les femmes ».

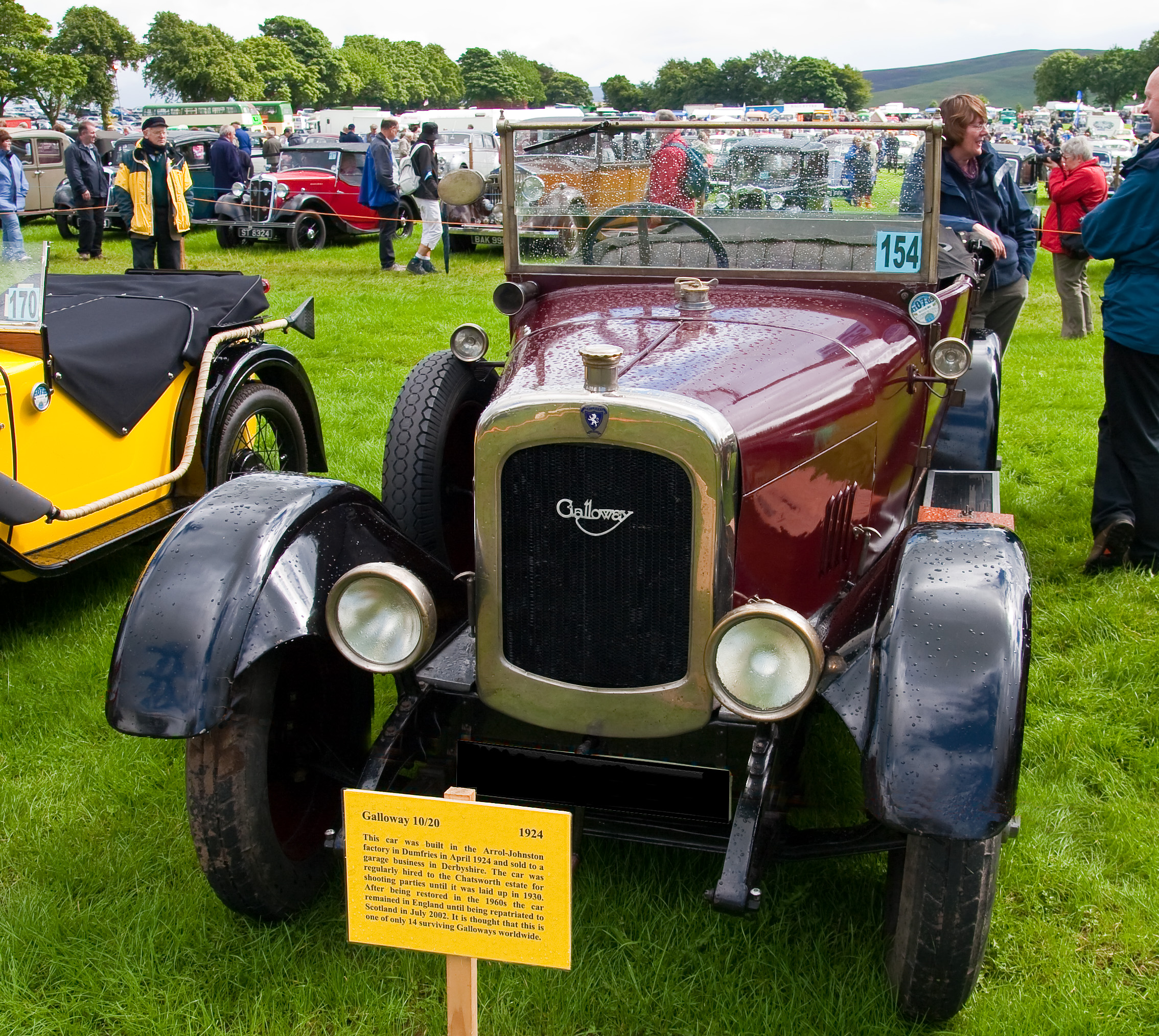
Une Galloway 10/20HP de 1924.

Après la guerre, elle retourne en Écosse pour travailler au sein de cette usine de munitions reconvertie pour la fabrication d'automobiles sous la marque Galloway. Elle en devient directrice et gestionnaire. On y produit la Galloway pour le compte d'Arrol-Johnston, une automobile spécialement conçue pour les femmes, conçue et construite par elles. En effet, à cette époque, les automobiles ne sont pas faites pour les femmes : elles ne se règlent pas et les pédales, comme les sièges ou le volant, sont inadaptés à la morphologie féminine. Les modèles produits sous l'impulsion de Pullinger s'inspirent notamment de la Fiat 501. La Galloway 10/20HP se révèle petite et légère et sera produite de 1921 à 1925 à l'usine de Kirkcudbright puis de 1926 à 1929 sous la marque Arrol-Johnston, à l'usine de Dumfries. 
En janvier 1921, Dorothée Pullinger est la première femme à être élue membre de l'Institution of Automobile Engineers (« Association des ingénieurs automobiles »), bien que sa candidature ait initialement été rejetée, pour la simple raison qu'elle était une femme. Elle avait de fait cofondé dès 1919 la Women's Engineering Society (« Société d'ingénierie féminine »). Cette association avait pour but d'aider les femmes à résister à la pression exercée sur elles afin qu'elles quittent le monde de l'ingénierie après la guerre et promouvoir celle-ci comme une profession convenant aux femmes. Active tout au long de l'entre-deux-guerres, elle joue un rôle déterminant dans la mobilisation d'un grand nombre de femmes pendant la Seconde Guerre mondiale. Elle a pu prendre des mesures pour s'assurer que les femmes ingénieurs ne soient pas soumises aux mêmes pressions d'après-guerre après 1945.
Elle est également une pilote de course passionnée et elle remporte ainsi la Scottish Six Day Car Trials en 1924. 

### Une femme d'affaires reconvertie dans la blanchisserie industrielle
En 1924, elle épouse Edward Marshall Martin (1895-1951) ; ils ont deux enfants, Yvette (née en 1926) et Lewis (né en 1931).  
À la fin des années 1920, elle abandonne son poste de responsable commerciale de Galloway dans un contexte de sexisme où elle est accusée de voler le travail d'un homme. Elle et son mari créent ensuite la White Service Steam Laundry Ltd. à Croydon, une blanchisserie industrielle qui comptera jusqu'à 17 magasins. L'entreprise sera vendue en 1946. 
Pendant la Seconde Guerre mondiale, elle dirige une douzaine d'usines puis est appelée en 1944 par le ministère de la Production à participer à un groupe de réflexion sur l'avenir industriel de la Grande-Bretagne. Elle en est l'unique femme. 
Après la vente de l'entreprise familiale, elle s'installe à Guernesey en 1947 où elle fonde Normandy Laundries en 1950. L'entreprise toujours active a profité du boom de l'activité touristique et hôtelière après-guerre. Elle décède dans l'île anglo-normande le 28 janvier 1986. 

## Héritage
Pullinger a été non seulement la première femme mais plus généralement la première personne à concevoir des voitures spécifiquement pour les femmes et à en percevoir l'intérêt commercial. Elle a ainsi dû développer des solutions industrielles et techniques particulières. Elle a de plus dû se battre dans un monde — tant celui de l'ingénierie que de l'automobile — dominé par les hommes et où les femmes n'avaient pas leur place. Elle a participé à changer cet état de fait en encourageant les femmes à intégrer le monde de l'industrie et les écoles d'ingénieurs jusque là réservées aux hommes. 
En 2012, elle est intronisée au Scottish Engineering Hall of Fame.